# Alfons Babik
Alfons Babik (* 30. Dezember 1946) war in Zwickau und Aue (Sachsen) Fußballspieler in der DDR-Oberliga, der höchsten Liga im DDR-Fußball.

## Sportliche Laufbahn
Im Alter von 20 Jahren bestritt Alfons Babik in der Saison 1966/67 für die Betriebssportgemeinschaft BSG Aktivist „Karl Marx“ Zwickau die ersten Fußballspiele im landesweiten Männer-Ligenbetrieb. In der zweitklassigen DDR-Liga wurde er in 18 der 30 Punktspiele eingesetzt. Nachdem er in der Spielzeit 1967/68 noch neun der 15 Hinrundenspiele absolviert hatte, wechselte er zur Rückrunde zum DDR-Oberligisten BSG Sachsenring Zwickau. In den 13 Oberligaspielen wurde Babik in neun Begegnungen eingesetzt, in denen er hauptsächlich im Mittelfeld spielte. Zur Saison 1968/69 bekam die BSG Sachsenring mit Manfred Fuchs einen neuen Trainer, der Babik sofort zum Stammspieler beförderte. Dieser verpasste nur eine Oberligapartie und spielte von nun an in der Abwehr, erzielte aber trotzdem zwei Tore. 1969/70 wurde Babik in der Hinrunde nach drei Oberligaeinsätzen in der 2. Zwickauer Mannschaft eingesetzt, mit der er sieben Spiele in der zweitklassigen DDR-Liga absolvierte. Erst zur Rückrunde kehrte er in die Oberligamannschaft zurück, für die er als Abwehrspieler alle 13 Spiele bestritt. Die Spielzeit 1970/71 begann Alfons Babik mit acht Oberligaspielen in der Abwehr, danach wurde er im November 1970 für 18 Monate zum Wehrdienst in der Nationalen Volksarmee eingezogen.
Während seiner Militärzeit konnte Babik bei der ASG Vorwärts Leipzig in der drittklassigen Bezirksliga weiter Fußball spielen. Mit der Armeesportgemeinschaft wurde er 1971 Bezirksmeister und stieg mit der Mannschaft in die DDR-Liga auf. Im Aufgebot für die Spielzeit 1972/72 erschien Babik jedoch nicht mehr.
Nach der Entlassung aus dem Wehrdienst schloss sich Alfons Babik zur Saison 1972/73 dem Oberligisten BSG Wismut Aue an. Dort wurde er vom 1. Spieltag an in der Abwehr eingesetzt, kam aber bis zum 16. Spieltag nur zu neun Oberligaspielen. Erst danach wurde er regelmäßig aufgeboten und kam schließlich zu 19 Oberligaeinsätzen. 1973/74 bestritt Babik 20 der 26 Punktspiele, fehlte aber 1974/75 nur einmal in der Oberliga. Nachdem Babik in der Hinrunde der Spielzeit 1975/76 alle 13 Oberligaspiele absolviert hatte, verließ er in der Winterpause die BSG Wismut.
Babik wechselte in die DDR-Liga zur BSG Motor Werdau. Sein erstes Punktspiel für Werdau bestritt er am vorletzten Ligaspieltag. Zu diesem Zeitpunkt stand die BSG Motor bereits als Staffelsieger fest und konnte an den Aufstiegsspielen zur Oberliga teilnehmen. Babik wurde in allen acht Spielen eingesetzt und erzielte seit seiner Zwickauer Zeit noch einmal ein Tor. Als Dritter unter fünf Bewerbern verpasste Motor Werdau den Aufstieg. In den folgenden vier DDR-Liga-Spielzeiten war Babik bei den Werdauern Standardverteidiger und fehlte in den 86 ausgetragenen Ligaspielen nur in vier Partien. Zur Saison 1980/81 wurde Alfons Babik zum Mannschaftskapitän bestimmt, er kam jedoch in den 22 Ligaspielen nur noch 15-mal zum Einsatz. In der Saison 1981/82 bestritt er noch einmal 13 Punktspiele in der Hinrunde und beendete danach seine Karriere im höherklassigen Fußball.
Von 1984 an war er als Übungsleiter bei der drittklassigen Bezirksligamannschaft der BSG Chemie Greiz-Dölau tätig.